# Carl Zeiss Planar T* 85mm f/1.4 ZA
Объектив Sony α Carl Zeiss Planar T✻ 1:1.4 85 mm ZA [SAL-85F14Z] — это высококачественный суперсветосильный средний телеобъектив, разработанный эксклюзивно для фотокамер Sony α и Minolta. Объектив разработан компанией Carl Zeiss и производится на совместном предприятии Sony и Carl Zeiss AG в Японии. Объектив является автофокусным и поддерживает электронное соединение с камерой. Сочетание высокого качества картинки и исполнения показывает ориентацию на продвинутых любителей и профессиональных фотографов.

## Описание
Объектив был анонсирован в июне 2006 года практически сразу же после того, как широкой общественности была представлена первая камера Sony — α100. В линейке объективов, предназначенных для камер с байонетом A, он пришёл на смену другому популярному объективу — Minolta AF 85mm f/1.4 G.
Сверхвысокая светосила открывает широкие возможности в художественной съёмке, а также позволяет снимать с рук в условиях плохой освещенности.
Суффикс T✻ в названии обозначает использование фирменного мультипросветления Carl Zeiss, позволяющего минимизировать паразитную засветку. В объективе реализована коррекция оптической схемы в зависимости от дистанции фокусировки, что во многих случаях позволяет увеличить резкость, снизить астигматизм и добиться практически полного отсутствия комы.
Объектив выполнен по оптической схеме «Планар». Несмотря на похожее название, оптическая схема отличается от всех предыдущих инкарнаций, в том числе «Zeiss Planar N T✻ 85mm f/1.4» для байонета Contax и «Zeiss Planar T✻ 85mm f/1.4 ZF» (ZE, ZK). Благодаря обновлённой оптической схеме даже на открытой диафрагме оптическое качество картинки очень высокое, и не ограничивает владельца на абсолютном большинстве сюжетов.
Хотя объектив и не обладает оптическим стабилизатором изображения, он, как и абсолютное большинство современных объективов с байонетом α, совместим с системой стабилизации Super Steady Shot (Antishake), встроенной во все цифровые зеркальные камеры Sony (соответственно Konica Minolta). Это значительно расширяет возможности съёмки с рук на длительных выдержках.
Механический конструктив также выполнен на высоком уровне: корпус изготавливается из металла, кольцо фокусировки демпфировано, а контроль сборки производится в соответствии со стандартами качества Carl Zeiss. Ход кольца фокусировки составляет примерно 120°. Также реализовано отсоединение фокусировочного кольца от привода, благодаря чему оно не вращается во время автофокусировки. Объектив имеет энкодер дистанции фокусировки ADI для упрощения работы системы экспонометрии вспышки. На корпусе расположена программируемая кнопка, на которую можно назначить функции удержания фокуса или репетира диафрагмы.
Из-за специфической оптической схемы с неподвижным задним блоком линз, объектив не совместим с телеконвертерами Sony.
Стоит отметить, что на корпусе выгравированы два серийных номера — один, соответствующий номеру в базе продуктов Sony, и другой, соответственно, Carl Zeiss.

Carl Zeiss Planar T✻ 1:1.4 85 mm ZA
Графики MTF

## Обзоры и тесты
- Обзор от Mladen Sever и сравнение с EF 85 f/1.2 L II на Dyxum Архивная копия от 4 мая 2011 на Wayback Machine
- Обзор от Романа Миротворцева и сравнение с Minolta 85 f/1.4 G Архивная копия от 26 апреля 2014 на Wayback Machine
- Обзор от Kurt Munger Архивная копия от 4 мая 2011 на Wayback Machine
- Тест от Klaus Schroiff на полном кадре Архивная копия от 18 мая 2011 на Wayback Machine
- Тест на APS-c от Klaus Schroiff на Photozone.de Архивная копия от 6 апреля 2011 на Wayback Machine
- Тест от Andrew Alexander на slrgear.com Архивная копия от 2 ноября 2011 на Wayback Machine
- Тест на SLR Lens & Camera Review Архивная копия от 8 мая 2011 на Wayback Machine
- Тест от Margaret Brown на PhotoReview Australia
- Обзор от minman на Dyxum Архивная копия от 7 апреля 2011 на Wayback Machine